# Tom Pietermaat
Tom Pietermaat (Haacht, 6 september 1992) is een Belgische voetballer die onder contract staat bij Beerschot VA. Hij speelt bij voorkeur als defensieve middenvelder.

## Carrière

### Begin carrière
Pietermaat debuteerde in het seizoen 2010/11 in het profvoetbal bij eersteklasser KV Mechelen. Na uitleenbeurten aan Rupel Boom FC en SC Eendracht Aalst verliet hij KV Mechelen na afloop van het seizoen 2012/13 definitief en tekende hij bij derdeklasser en stadsgenoot Racing Mechelen. Hier kwam hij aan 27 competitiewedstrijden.

### Beerschot
Voor aanvang van het seizoen 2014/15 haalde de ambitieuze vierdeklasser Beerschot VA Pietermaat in huis. Met Beerschot pakte hij drie seizoenen achtereenvolgens de titel in de lagere reeksen en promoveerde daardoor ook elk seizoen. Op 17 februari 2018, tijdens een competitiewedstrijd tegen OH Leuven, liep  Pietermaat een enkelbreuk op. Even werd er gevreesd voor zijn carrière, maar op 7 september 2019 maakte Pietermaat zijn rentree tijdens de uitmatch tegen Westerlo, na meer dan 1,5 jaar blessureleed. In het seizoen 2019/20 pakte Pietermaat met Beerschot de titel in Eerste klasse B waardoor de promotie naar het hoogste niveau afgedwongen werd.

## Statistieken
| Seizoen         | Club                            | Competitie         | Competitie | Competitie | Beker | Beker | Totaal | Totaal |
| Seizoen         | Club                            | Competitie         | Wed.       | Dlp.       | Wed.  | Dlp.  | Wed.   | Dlp.   |
| --------------- | ------------------------------- | ------------------ | ---------- | ---------- | ----- | ----- | ------ | ------ |
| 2010-2011       | KV Mechelen                     | Jupiler Pro League | 1          | 0          | 0     | 0     | 1      | 0      |
| 2011-2012       | KV Mechelen                     | Jupiler Pro League | 0          | 0          | 0     | 0     | 0      | 0      |
| 2011-2012       | → Rupel Boom FC                 | Derde klasse B     | 23         | 0          | 4     | 0     | 27     | 0      |
| 2012-2013       | → SC Eendracht Aalst            | Tweede klasse      | 28         | 1          | 0     | 0     | 28     | 1      |
| 2013-2014       | Racing Mechelen                 | Derde klasse A     | 27         | 0          | 1     | 0     | 28     | 0      |
| 2014-2015       | Beerschot Voetbalclub Antwerpen | Vierde klasse C    | ?          | —          | ?     | ?     | ?      | ?      |
| 2015-2016       | Beerschot Voetbalclub Antwerpen | Derde klasse B     | 35         | 0          | 0     | 0     | 35     | 0      |
| 2016-2017       | Beerschot Voetbalclub Antwerpen | Eerste klasse am.  | 33         | 1          | 1     | 0     | 34     | 1      |
| 2017-2018       | Beerschot Voetbalclub Antwerpen | Eerste klasse B    | 17         | 0          | 2     | 0     | 19     | 0      |
| 2018-2019       | Beerschot Voetbalclub Antwerpen | Eerste klasse B    | 0          | 0          | 0     | 0     | 0      | 0      |
| 2019-2020       | Beerschot Voetbalclub Antwerpen | Eerste klasse B    | 11         | 0          | 0     | 0     | 11     | 0      |
| 2020-2021       | Beerschot Voetbalclub Antwerpen | Eerste klasse A    | 30         | 0          | 1     | 0     | 31     | 0      |
| 2021-2022       | Beerschot Voetbalclub Antwerpen | Eerste klasse A    | 19         | 0          | 2     | 0     | 21     | 0      |
| Carrière totaal | Carrière totaal                 | Carrière totaal    | 224        | 2          | 11    | 0     | 235    | 2      |

bijgewerkt tot 5 februari 2022

## Erelijst
| Kampioen Vierde Klasse C        | 1x | 2014/15 |
| Kampioen Derde Klasse B         | 1x | 2015/16 |
| Kampioen Eerste Klasse Amateurs | 1x | 2016/17 |
| Kampioen Eerste klasse B        | 1x | 2019/20 |

Bron: sport.be - sporza.be
1 Geladé ·
3 Kis ·
4 Borry ·
5 Olivier ·
6 Dijkhuizen ·
7 Van Eenoo ·
8 Peeters ·
11 Dansoko ·
12 Belin ·
14 Renson  ·
17 Che ·
18 Kenne ·
20 Wilmots ·
26 Kempeneers ·
27 Vreys ·
29 Pietermaat ·
30 Bammens ·
37 Francisco ·
40 Simba ·
45 Ndior ·
48 Abid ·
52 Sarfo ·
81 Mabanza ·
90 Kiankaulua ·
99 Van Landschoot ·
Coach: Stijnen